# Drymusa serrana
Drymusa serrana is een spinnensoort uit de familie Drymusidae. De soort komt voor in Argentinië.